# Riba-roja Club de Futbol
El Riba-roja Club de Futbol és un club de futbol ubicat a la ciutat de Riba-roja de Túria, al País Valencià. Va ser fundat el 1942 i competeix a la Tercera Divisió.

## Història
El Riba-roja CF es va fundar el 20 de juliol de 1942, tot militant durant dècades a les categories inferiors del futbol regional valencià. Quaranta anys després, a la temporada 83/84, apareix un segon club a la localitat, l'Atlètic Club Riba-roja, que arriba fins a la Primera Regional. Després d'uns anys de convivència, ambdues entitats es fusionen el 1988, tot continuant amb la denominació del club més veterà.
El primer anys després de la fusió, el club va ascendir per primer cop a Tercera Divisió, on va romandre tres temporades, fins a 1992. Passà quinze anys més a categories regionals fins a retornar a categoria estatal espanyola el 2008.

## Futbolistes destacats
- Diego Ribera Ramírez
- Raül Albiol Tortajada
- Miquel Albiol Tortajada
- Roberto Gil

## Uniforme
- Uniforme titular: Samarreta roja, pantaló blau i mitges blaves.
- Uniforme suplent: Samarreta verda, pantaló verd i mitges negres.

## Estadi
L'Estadi Municipal de Riba-roja és el camp del Riba-roja CF. Es va inaugurar el 16 de gener de 2002, amb un partit entre els locals i el València CF.

## Temporada a Temporada
| Temporada | Grup | Divisió    | Lloc | Copa del Rei |
| --------- | ---- | ---------- | ---- | ------------ |
| 1942–89   | 5    | Regional   | —    |              |
| 1989/90   | 4    | 3a         | 7è   |              |
| 1990/91   | 4    | 3a         | 16è  |              |
| 1991/92   | 4    | 3a         | 17è  |              |
| 1992/93   | 5    | Reg. Pref. | 20è  |              |
| 1993/94   | 6    | 1a Reg.    | —    |              |
| 1994/95   | 6    | 1a Reg.    | —    |              |
| 1995/96   | 6    | 1a Reg.    | —    |              |
| 1996/97   | 6    | 1a Reg.    | —    |              |
| 1997/98   | 6    | 1a Reg.    | —    |              |
| 1998/99   | 5    | Reg. Pref. | 5è   |              |
| 1999/00   | 5    | Reg. Pref. | 8è   |              |
| 2000/01   | 5    | Reg. Pref. | 11è  |              |

| Temporada | Grup | Divisió    | Lloc | Copa del Rei |
| --------- | ---- | ---------- | ---- | ------------ |
| 2001/02   | 5    | Reg. Pref. | 6è   |              |
| 2002/03   | 5    | Reg. Pref. | 9è   |              |
| 2003/04   | 5    | Reg. Pref. | 4t   |              |
| 2004/05   | 5    | Reg. Pref. | 3r   |              |
| 2005/06   | 5    | Reg. Pref. | 7è   |              |
| 2006/07   | 5    | Reg. Pref. | 3r   |              |
| 2007/08   | 5    | Reg. Pref. | 3r   |              |
| 2008/09   | 4    | 3a         | 14è  |              |
| 2009/10   | 4    | 3a         | 13è  |              |
| 2010/11   | 4    | 3a         | 15è  |              |
| 2011/12   | 4    | 3a         | 15è  |              |
| 2012/13   | 4    | 3a         | —    |              |

- 7 Temporades en Tercera Divisió

## Entrenadors
- José Luis Durá Ramos (2007-2008).
- Jero López (2008-2010).
- Jero López (2011-2012). Destituït
- Javier García Pons (2011-2012).
- Javier García Pons (2012-2013).
- Carlos Luque (2013-2015).
- Alejandro San Isidro (des de 2015).